# The Last Station
The Last Station is een Duitse speelfilm uit 2009 onder regie van Michael Hoffman. De film is gebaseerd op de roman The Last Station: A Novel Of Tolstoy's Last Year van Jay Parini en handelt over het laatste jaar van het leven van de  Russische schrijver Leo Tolstoj.

## Rolverdeling
- Christopher Plummer - Leo Tolstoj
- Helen Mirren - Sofia Tolstaja
- Anne-Marie Duff - Sasha Tolstoj
- Tomas Spencer - Andrey Tolstoj
- James McAvoy - Valentin Boelgakov
- Kerry Condon - Masha
- Paul Giamatti - Vladimir Tsjertkov
- Patrick Kennedy - Sergeyenko
- John Sessions - Dushan
- Christian Gaul - Ivan
- Nenad Lucic - Vanja
- David Masterson - verslaggever
- Wolfgang Häntsch - priester
- Maximilian Gärtner - kind